# Années 1790 av. J.-C.
Les années 1790 av. J.-C. couvrent les années de 1799 av. J.-C. à 1790 av. J.-C.

## Évènements

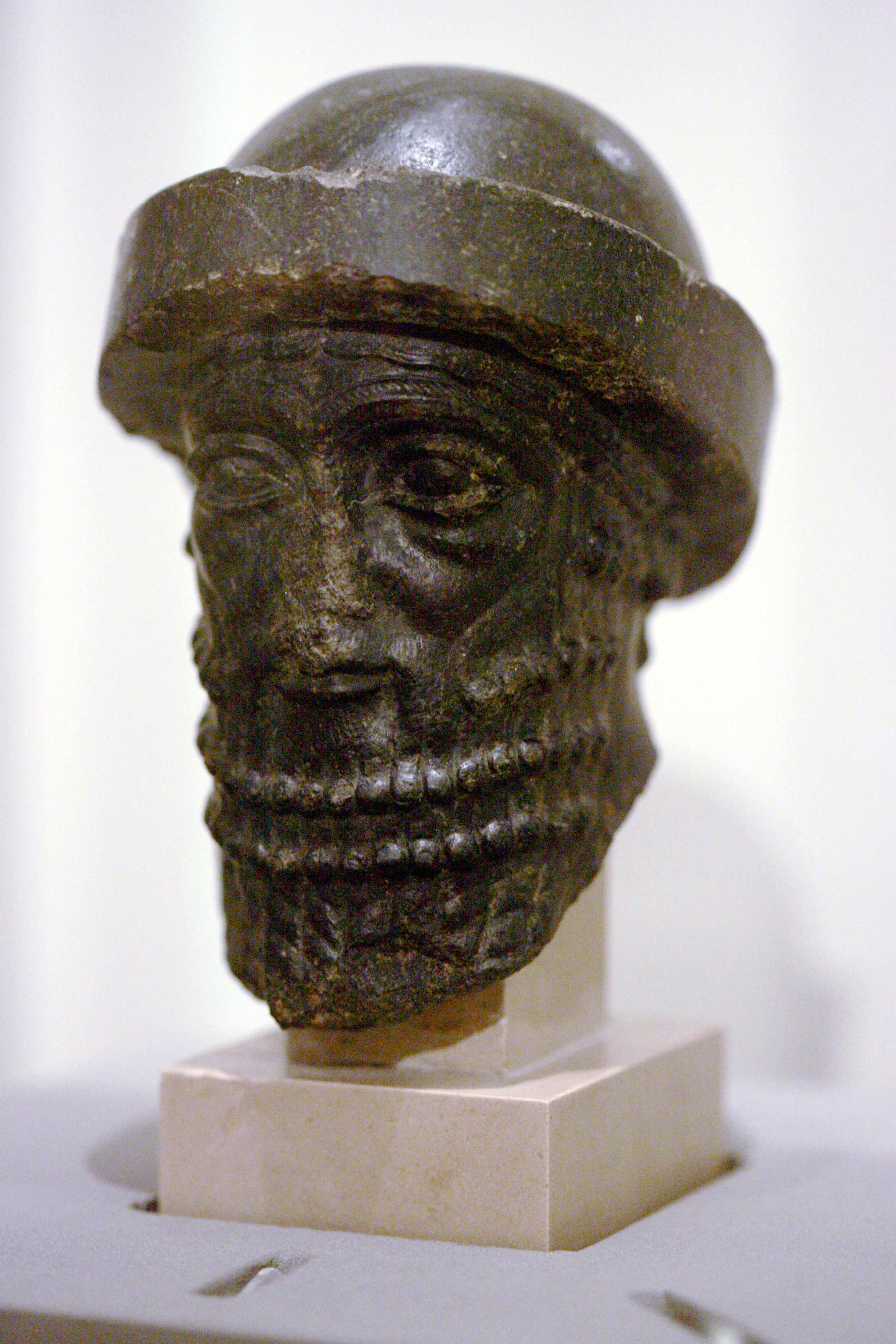
Tête dite d’Hammourabi, début du IIe millénaire, Louvre

- 1797-1790 av. J.-C. : date présumée du règne d’Amenemhat IV en Égypte[1]. Il achève la construction des temples de Rénénoutet, déesse des moissons, et de Sobek, dieu crocodile à Medinet Madi, au sud du Fayoum, commencés sous le règne  d’Amenemhat III[2].
- 1796 av. J.-C.[3] : mort dans des circonstances obscures de Iahdun-Lim, roi amorrite de Mari. Son fils Sumu-Iamam lui succède et règne pendant moins de deux ans. Après moins de deux années de règne il est assassiné par ses serviteurs, peut-être soudoyés par Shamshi-Adad Ier, roi amorrite d’Ekallâtum, qui prend possession du royaume de Mari. Peu après, le roi d’Eshnunna Naram-Sin force Shamshi-Adad à fuir Ekallâtum pour se réfugier à Babylone, où le roi, Sin-muballit, lui donne asile[4].
- Vers 1796 av. J.-C. : début du règne de Shamshi-Adad Ier, roi de Haute Mésopotamie (mort en 1775 av. J.-C.). Shamshi-Adad est le fils de Ila-Kabkabu, roi de Terqa, ville provinciale du royaume de Mari. Il reprend sa capitale Ekallâtum sur le Tigre, prend Assur, conquiert les vallées moyennes de l’Euphrate, reprend le royaume de Mari et étend son influence jusqu’au Liban (il intervient aux côtés du roi Ishhi-Adad de Qatna dans un conflit qui l’opposait à Sumu-epukh, roi du Iamhad). Il s’installe à Shubat-Enlil dans le Khabur tandis que ses fils Iasmah-Adad et Ishme-Dagan règnent à Mari et à Ekallâtum. En s’emparant de Mari, Shamshi-Adad Ier ne semble pas avoir bouleversé les structures administratives de son prédécesseur Iahdun-Lim[4]. Il crée un État centralisé : administration, courrier, intendance militaire, recensement, organisation de la transhumance des nomades. Le commerce assyrien rayonne jusqu’en Anatolie.
- 1793 av. J.-C.[3] : Rîm-Sîn, roi de Larsa, conquiert Isin. Larsa domine la totalité du pays sumérien[4].
- 1792 av. J.-C.[3] : début du règne d'Hammourabi, 6e souverain de la dynastie amorrite de Babylone (fin en 1750 av. J.-C.)[4]. Il hérite d’un royaume limité au sud par Larsa (Sumer), au nord par la Haute Mésopotamie, à l’est par Eshnunna et l’Élam[5].
- 1792 ou 1790 av. J.-C. : à la mort d’Amenemhat IV, l’Égypte connaît une crise dynastique. Le roi ne laisse pas d’héritier majeur, et après quelques années du règne de Sobekneferourê (1792-1785, sans doute la fille d’Amenemhat III), la XIIe dynastie s’éteint[6].